# Překmit (systémová dynamika)
V ekonomii je překmit určitého demografického nebo ekonomického ukazatele překročení meze dané samotným prostředím, stavem nebo tokem surovinové základny, ostatními ekonomickými ukazateli nebo jejich trvalejším neshodou (například poptávky nenasycené nabídkou). Tento pojem se vyskytuje i v teoretické ekologii a systémové dynamice a popisuje jev, kdy růst určitého demografického nebo ekonomického ukazatele (stav populace, objem kapitálu, spotřeba surovinové základny nebo energie, …) přesáhne meze systému.

## Příčiny překmitu
- existence meze systému
- příliš velká rychlost vývoje (nové možnosti se otevírají rychleji, než je možno promyslet důsledky ubírání se daným směrem)
- velkým zpožděním nebo selháním zpětnovazebních informací, které případně vysílají varovné signály; i kdyby byla přítomna záporná zpětná vazba, k překmitu může i tak dojít, pokud je vývoj překmitávající veličiny rychlejší než účinek záporné zpětné vazby
- též zpožděním mezi obdržením varovných signálů a podniknutí příslušných opatření; krajním případem je ignorování těchto varovných signálů

### Příklad
Dobrým příkladem překmitu je nezvládnutí zatáčky řidiče rychle jedoucího automobilu se znečištěnými předními skly. Šířka silnice představuje mez systému, rychlost automobilu představuje rychlost nebo překotnost vývoje, špinavá skla komplikující výhled představují obtíže při sbírání zpětnovazebních informací. Též hybnost a setrvačnost automobilu má svůj ekvivalent v hybnosti a setrvačnosti dané veličiny v systémové dynamice. Mez (v tomto příkladu šířku silnice) většinou zvýšit nelze nebo jen velice obtížně. Snížením rychlosti se zvýší interval mezi přijmutím zpětnovazební informace (to, co řidič před sebou vidí) a reakce na ni (co řidič s autem provede), a sníží se efekt setrvačnosti, který představuje systémově-dynamické (nebo též ekologické) zpoždění. Asi nejsnáze lze vylepšit tok zpětnovazebních informací (v tomto příkladu vyčistit přední skla automobilu; v reálném světě například vedením statistik o kapacitách těžených zřídel a výpustí).

## Indicie a průvodní jevy překmitu
- vyčerpávání fondu zřídel, mizející zásoby surovin
- plnící se výpusti pro znečištění
- zbytečně vysoký tok surovin; plýtvání surovinami a energií
- finanční a lidské zdroje se přesunují z produkce koncových výrobků na aktivaci nebo zužitkování obtížněji dostupnějších, vzácnějších, vzdálenějších nebo hlouběji uložených či více zředěných zdrojů
- přírodní a přirozené mechanismy, které doposud samy likvidovaly znečištění, začínají selhávat
- kapitál, suroviny a práce se přesouvají z produkce finálních produktů k nahrazení zdrojů nebo služeb, které dříve byly řešeny mechanismy přírody (zavlažování, opatření proti škůdcům, čištění vzduchu a odpadních vod, obnova půdních živin, udržování druhové rozmanitosti, …)
- dochází k eskalaci napětí u zřídel surovin a zdrojů, k nim nebo v jejich okolí se soustřeďuje zvyšující se množství výrobního kapitálu, lidských zdrojů a vojenské síly k jeho obraně
- stroje a kapitál se opotřebovávájí, ale nejsou podnikány odpovídající kroky k jejich obnovování, odepisování a údržbě – refundace tak přesahuje investiční hodnoty
- pro uspokojení okamžité spotřeby nebo asanaci dluhů se snižují investice do lidských zdrojů (bydlení, sociální péče, zdravotní péče, vzdělání, atp.)
- zvyšování dluhů, absolutní i poměrné vůči reálnému ročnímu hospodářskému produktu
- vzrůstají spory a konflikty o suroviny a jejich zřídla a výpusti
- dochází ke snížení sociální solidarity, státy přehodnocují jednostranné pomoci a odpouštění dluhů vůči chudým zemím
- dochází k hromadění zásob a nekoncepčním úsporným opatřením, které způsobují komoditní cenové šoky a recese a jsou příčinou krachu nižší a střední podnikatelské třídy
- ještě větší rozevření „nůžek“ mezi bohatými a chudými
- v zemích s akutním nedostatkem suroviny dochází k občanským nepokojům

## Následky překmitu
Překmit může skončit jednou ze dvou variant:
1. Oscilace ekonomického ukazatele (střídání podkmitů a sekundárních překmitů) spolu s oscilací mezí systému (s opačnou amplitudou, tj. růst ukazatele znamená pokles mezí a naopak), z dlouhodobého hlediska dojde k útlumu a saturaci. Meze systému nejsou překmitem ovlivněny.
2. Meze systému (tj. například surovinová základna, kapacita různých složek, potřebných k fungování ekonomiky, atp.) se v důsledku překmitu sníží – eroduje. Zatímco meze klesají, růst prvotního ukazatele dokončuje se snižující se rychlostí svůj vzestup. Po dosažení vrcholu klesá, zpravidla rychleji a níže než je úroveň, ze které se k vrcholu vyšplhal. Tento pokles je nekontrolovaný a neovladatelný, hovoříme o kolapsu.